# George Murphy
George Murphy, nascut George Lloyd Murphy (New Haven, Connecticut, 4 de juliol de 1902 − Palm Beach, Florida, 3 de maig de 1992) va ser un actor, ballarí i personalitat política estatunidenca.

## Biografia
El seu veritable nom era George Lloyd Murphy, i va néixer a New Haven (Connecticut), al si d'una família catòlica d'origen irlandès. Va estudiar en la Universitat Yale, i va fer feines diverses com fabricar eines a la Ford Motor Company, miner, agent immobiliari i ballarí de night club.
En el cinema, Murphy va ser famós com a ballarí i cantant, actuant en molts musicals de gran pressupost, com Broadway Melody of 1938, Broadway Melody of 1940 i Per mi i la meva noia. El seu debut en el cinema es va produir poc després de l'inici del cinema sonor, el 1930, i la seva carrera es va prolongar fins a la seva retirada el 1952, als 50 anys.
Va ser elegit dues vegades president del Screen Actors Guild entre 1944 i 1946. També va ser vicepresident de Desilu Studios i de Tecnicolor Corporation. A més va ser director d'entreteniment a les preses presidencials de 1952, 1956 i 1960.
Murphy va entrar en política el 1953 com a president del Comitè Central Estatal Californià del Partit Republicà dels Estats Units.
El 1964 va ser elegit per al Senat dels Estats Units, derrotant a Pierre Salinger, anterior secretari de premsa de la Casa Blanca amb John F. Kennedy. El mandat de Murphy va des de l'1 de gener de 1965 al 3 de gener de 1971.
Després de presidir el National Republican Senatorial Committee el 1968, l'any en què Richard Nixon va ser elegit President, Murphy es va presentar a la reelecció sense èxit el 1970, sent derrotat pel congressista demòcrata John V. Tunney. Durant el seu període com a senador, Murphy va patir un càncer de coll que li va suposar l'extirpació de part de la seva laringe. Durant la resta de la seva vida va ser incapaç de parlar amb normalitat. Aquesta circumstància va tenir un paper important en la seva derrota el 1970.
Murphy posteriorment es va traslladar a Palm Beach, Florida, on va morir el 1992, als 89 anys, a causa d'una leucèmia. Les seves restes van ser incinerades.

## Filmografia
- 1937: Broadway Melody of 1938 de Roy Del Ruth
- 1940: Broadway Melody of 1940 de Norman Taurog
- 1940: Two Girls on Broadway de S. Sylvan Simon
- 1940: Little Nellie Kelly de Norman Taurog: Jerry Kelly
- 1941: Tom, Dick i Harry (Tom Dick and Harry) de Garson Kanin: Tom
- 1941: Rise and Shine d'Allan Dwan: Jimmy McGonagle
- 1942: Per mi i la meva noia (For Me and My Gal) de Busby Berkeley: Jimmy K. Metcalf
- 1943: Bataan de Tay Garnett: Tinent Steve Bentley
- 1943: Això és l'exèrcit (This Is the Army) de Michael Curtiz: Jerry Jones
- 1947: Cynthia de Robert Z. Leonard: Larry Bishop
- 1948: Big City de Norman Taurog
- 1949: Battleground de William A. Wellman: Ernest Stazak
- 1949: Border Incident d'Anthony Mann: Jack Bearnes
- 1951: It's a Big Country, pel·lícula d'esquetxos col·lectiva
- 1954: Deep in my Heart de Stanley Donen

## Comèdies musicals
- 1931: Of Thee I Sing de George S. Kaufman i George Gershwin

## Premis i nominacions

### Premis
- 1951. Oscar honorífic per la seva contribució a la indústria cinematogràfica